# Matheus Marcus
Matheus Marcus was een Surinaams marronleider. Hij was de hoogste leider van de Kwinti's.

## Biografie
Matheus Marcus werd in 1978 geïnstalleerd als hoofdkapitein en zetelde in Witagron. Hiermee stond hij aan het hoofd van de Kwinti's.
Zijn stam woont aan de Boven-Coppename sinds de afscheiding in de jaren 1880 van de Matawai. Een deel van de marronstam bleef bij de Matawai aan de Saramacca achter en valt onder de granman van de Matawai. Sinds Marcus' voorganger, Johannes Afiti, werd er formeel geen granman meer aan het hoofd van de Kwinti's benoemd. Toen Alfred Johannes Abonné in 1950 aantrad als als granman van de Matawai kreeg die ook het gezag over de Kwinti's. Abonné was een zoon van een Kwinti en de Kwinti's hadden er vrede mee vanwege de goede verstandhouding. Marcus wilde echter terugkeren naar de situatie sinds Alamoe sinds 1887. In 1981 schreef hij hiervoor een brief aan de minister van Regionale Ontwikkeling (RO).
De situatie werd urgenter voor Marcus toen de Binnenlandse Oorlog uitbrak en Witagron werd verwoest. Hij vond dat zijn stam onvoldoende vertegenwoordigd werd en herhaalde zijn verzoek aan de minister van RO. In zijn brief verwees hij naar de zevenhonderd Kwinti's voor de oorlog in Witagron en Kaimanston, en benoemde hij enkele Kwintidorpen in het gebied van de Matawai langs de Saramacca. Door de oorlog hadden de meeste inwoners de dorpen verlaten en waren naar Paramaribo gevlucht. Na het aantreden van Rufus Nooitmeer als minister van RO herhaalde Marcus zijn verzoek nogmaals. De minister legde de vraag bij de districtscommissaris van Sipaliwini neer. Tot een bevordering tot granman is het echter niet gekomen.
Matheus Marcus leidde zijn stam tot 1999 en werd in 2002 opgevolgd door André Mathias.